# ظاهرة بومول لمرض التكلفة

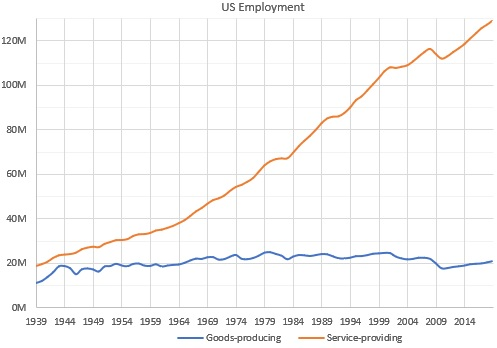

ظاهرة بامول لمرض التكلفة (تعرف أيضا بتأثير بامول) وهي ظاهرة وصفها ويليام بومول ووليام ج. بوين في العقد 1960. تتضمن ارتفاع الرواتب في الوظائف التي ليس فيها ارتفاع في انتاجية العمالة كرد فعل لارتفاع رواتب الوظائف التي زادت فيها الانتاجية وهذا عكس النظرية الاقتصادية الأصيلة أن الأجور دائما مرتبطة بالتغيير في انتاجية العمالة.
الارتفاع في أجرة الوظائف بدون إنتاجية مكتسبه سببه منافسة الموظفين في وظائف زادت إنتاجيتهم لذلك من الطبيعي أن يدفع لهم أكثر، كتنبؤ اقتصادي أصيل. على سبيل المثال، إذا دفع القطاع البنكي رواتب المصرفيين على أسلوب القرن التاسع عشر، بإمكان المصرفيين أن يستقيلوا ويحصلوا على وظائف في مصنع سيارات حيث الرواتب متناسبه مع إنتاجية الموظفين العالية. لذلك فإن رواتب المصرفيين ترتفع ليس بسبب ارتفاع إنتاجيتهم، بل بسبب الإنتاجية وارتفاع أجور الصناعات الأخرى.
الدراسة الأساسية تمت على أداء قطاع الفنون. بامول وبوين أشارا إلى أن الاحتياج إلى نفس عدد الموسيقيين لعزف سلسلة بتهوفن الرباعية اليوم كما هو في القرن التاسع عشر؛ هذا هو عدم التغيير في الأداء في الموسيقى الكلاسيكية. على الجانب الآخر، الأجور الحقيقية للموسيقيين (كما هو الحال في المهن الأخرى) ارتفع ارتفاعاً عظيما منذ القرن التاسع عشر.
في نطق الأعمال، كما في قطاع تصنيع السيارات والتجزئة، العمالة تكتسب باستمرار إنتاجية أكثر بسبب الاختراعات التقنية لعددهم وأدواتهم. في المقابل، في بعض القطاعات المعتمدة بشكل شديد على التفاعل أو النشاط البشري، كما في التمريض، التعليم والفنون التعبيرية هناك القليل أو لا يوجد زيادة في الانتاجية على مر الوقت. كما في مثال سلسلة بتهوفن الرباعية، يتطلب من الممرضة نفس الوقت لتغيير الضمادة، rnأو نفس القدر من الوقت من الدكتور الجامعي لتصحيح مقالة في عام 2006 كما في عام 1966.
ظاهرة بامول لمرض التكلفة غالباً تستعمل لشرح نتيجة نقص النمو في الإنتاجية في القطاع العام كالمستشفيات العامة والكليات الحكومية. بما أن الكثير من نشاطات القطاعات العامة تعتمد بشكل كبير على العمالة وهناك القليل جدا من زيادة الإنتاجية عبر الزمن بسبب أن زيادة الإنتاجية تأتي بشكل رئيسي من زيادة الإستثمار في التقنية. وكناتج لزيادة الناتج المحلي الإجمالي سيولد زيادة بسيطة في الموارد للصرف على القطاع العام. لذلك القطاع العام يعتمد أكثر على مستوى الضريبة من اعتماده على زيادة الناتج المحلي الإجمالي.

## الآثار، الأعراض، والعلاج
المنتجون بامكانهم التفاعل مع تظخم الإجور بعدد من الطرق:
- تقليل الكمية/الإمداد
- تقليل الجودة
- زيادة الأسعار
- زيادة التعويضات غير النقدية أو توظيف المتطوعين
- رفع إجمالي عامل الإنتاجية.

في حالة التعليم، تأثير بومبل أستخدم جزئيا على الأقل لتبرير حقيقة أنه في العقود المتأخره رسوم الكليات زادت بشكل أسرع من نسبة التضخم.
زيادة الانتجاية في قطاع الخدمات في أواخر العقد 1990 كان في الغالب ميزة للإنتاجية الإجمالية. المزوديين قللوا تكلفة العمالة الثانوية بالتعهد الخارجي أو التقنية. الأمثلة تتضمن التوريد الدولي لخدمات إدخال البيانات ومسك الدفاتر لمزودي القطاع الصحي، واستبدال التصحيح اليدوي للمقالات في التقييم التعليمي بإختبارات الخيارات المتعددة التي يمكن تصحيحها أتوماتيكيا.
معامل الإنتاجية الإجماية غير ممكن قياسه لقطاع الفنون التعبيرية، لان البضاعة المستهلكه هي نفسها العمالة. مع ذلك، لوحظت زيادة في أسعار الفنون المسرحية توازي زيادة مستوى المعيشة والإنفاق على الترفيه لدى المستهلكين. المدى الذي جعل التفسيرات الأخرى المطبقة عير موضوعية.